# کاپل
کاپل (به آلمانی: Kappl) یک منطقهٔ مسکونی در اتریش است که در ناحیه لاندک واقع شده‌است. کاپل ۹۷٫۴۹ کیلومتر مربع مساحت دارد ۱٬۲۵۸ متر بالاتر از سطح دریا واقع شده‌است.